# Candidatura de Los Ángeles a los Juegos Olímpicos de 2024 y 2028
Los Ángeles 2028 es la candidatura de la Ciudad de Los Ángeles, California, Estados Unidos para los Juegos Olímpicos y Paralímpicos de Verano 2028. Es una de dos ciudades candidatas, junto con París. Los Ángeles fue elegida por el Comité Olímpico de los Estados Unidos el 28 de agosto de 2015, después de que el Ayuntamiento de Los Ángeles votó unánimemente para respaldar la propuesta.
Los Ángeles es la segunda ciudad presentada por el Comité Olímpico de Estados Unidos. Boston fue elegido originalmente para ser la ciudad candidata estadounidense, pero se retiró el 27 de julio de 2015, debido a las posibles diferencias de gastos. Los Ángeles también elevó originalmente una oferta para la nominación al comité americano a finales de 2014, cuando fue elegido sobre Boston. Esta es la tercera oferta de verano de Estados Unidos desde que fue sede de los Juegos Olímpicos de Atlanta en 1996, previamente a perder postulaciones anteriores, en 2012 y 2016.
Los Ángeles fue anteriormente sede de los Juegos Olímpicos de 1932 y los Juegos Olímpicos de verano de 1984. Además de ser por tercera vez la ciudad sede de los Juegos de Verano, en caso de adjudicación de los Juegos Olímpicos de 2024 Los Ángeles se convertirá en la primera ciudad de América Del Norte como sede de los Juegos de verano desde los Juegos Olímpicos de Verano de 1996 en Atlanta y la primera ciudad de Estados Unidos en albergar los Juegos tres veces. Es de destacar que el 28 de julio de 2024 se cumple el cuadragésimo aniversario de los Juegos Olímpicos de Los Ángeles de 1984, y el 30 de julio de 2024 marca el nonagésimosegundo aniversario de los Juegos Olímpicos de Verano de 1932 de la ciudad.
El 13 de septiembre de 2017 fue seleccionada unánimemente para albergar a los Juegos Olímpicos de 2028, Mientras que París albergará los Juegos Olímpicos del 2024 en la 131.ª Sesión del Comité Olímpico Internacional en Perú.

## Fechas
En caso que Los Ángeles sea anfitrión, los Juegos Olímpicos se celebrarían del 19 de julio de 2024, al 4 de agosto de 2024; mientras que los Juegos Paralímpicos se celebrarían del 21 de agosto, al 1 de septiembre de 2024. Si Los Ángeles gana la oferta, sería la quinta ciudad de Estados Unidos como sede de los Juegos Olímpicos de Verano y la segunda ciudad en acoger los Juegos tres veces después de Londres (1908, 1948 y 2012).

## Sedes
| Sedes del proyecto de candidatura | Sedes del proyecto de candidatura     | Sedes del proyecto de candidatura | Sedes del proyecto de candidatura | Sedes del proyecto de candidatura                                      | Sedes del proyecto de candidatura                                      |
| Parque Deportivo                  | Sede                                  | Distrito / Ciudad                 | Estado                            | Deporte olímpico                                                       | Deporte paralímpico                                                    |
| --------------------------------- | ------------------------------------- | --------------------------------- | --------------------------------- | ---------------------------------------------------------------------- | ---------------------------------------------------------------------- |
| Gran Los Ángeles                  | SoFi Stadium                          | Inglewood, CA                     | A                                 | Ceremonias de apertura y clausura                                      | Ceremonias de apertura y clausura                                      |
| Gran Los Ángeles                  | SoFi Stadium                          | Inglewood, CA                     | A                                 | Tiro con Arco                                                          | Tiro con Arco                                                          |
| Gran Los Ángeles                  | The Forum                             | Inglewood, CA                     | A                                 | Gimnasia                                                               | Gimnasia                                                               |
| Gran Los Ángeles                  | UCLA                                  | Distrito Westwood                 | A                                 | Villa Olímpica                                                         | Villa Olímpica                                                         |
| Gran Los Ángeles                  | Playas de Santa Monica                | Distrito Santa Monica             | C                                 | Voleibol de playa                                                      | Voleibol de playa                                                      |
| Gran Los Ángeles                  | Riviera Country Club                  | Distrito Pacific Palisades, CA    | A                                 | Golf                                                                   | Golf                                                                   |
| Gran Los Ángeles                  | Estadio Rose Bowl                     | Distrito Pasadena, CA             | A                                 | Futbol                                                                 | Futbol                                                                 |
| Gran Los Ángeles                  | Lago Perris                           | Perris, CA                        | A                                 | Piragüismo / Remo                                                      | Piragüismo / Remo                                                      |
| Gran Los Ángeles                  | Frank G. Bonelli Regional Park        | San Dimas, CA                     | A                                 | Ciclismo de montaña                                                    | Ciclismo de montaña                                                    |
| Gran Los Ángeles                  | Honda Center                          | Anaheim, CA                       | A                                 | Voleibol                                                               | Voleibol                                                               |
| Gran Los Ángeles                  | NBC Universal Studio Lot- IBC         | Distrito Universal City, CA       | B                                 | Centro de medios                                                       | Centro de medios                                                       |
| Centro de Los Angeles             | Calle Figueroa                        | Distrito University Park, CA      | A                                 | Calle cerrada "Olympic Way/Villa Olímpica".                            | Calle cerrada "Olympic Way/Villa Olímpica".                            |
| Centro de Los Angeles             | Los Angeles Memorial Coliseum         | Distrito University Park, CA      | A                                 | Atletismo                                                              | Atletismo                                                              |
| Centro de Los Angeles             | Banc of California Stadium            | Distrito University Park, CA      | A                                 | Fútbol                                                                 | Fútbol                                                                 |
| Centro de Los Angeles             | Dedeaux Field                         | Distrito University Park, CA      | C                                 | Natación / Saltos                                                      | Natación / Saltos                                                      |
| Centro de Los Angeles             | University Village at USC             | Distrito University Park, CA      | A                                 | Media Village                                                          | Media Village                                                          |
| Centro de Los Angeles             | Galen Center                          | Distrito University Park, CA      | A                                 | Bádminton                                                              | Bádminton                                                              |
| Centro de Los Angeles             | Centro de Convenciones de Los Angeles | Distrito South Park, CA           | A                                 | Baloncesto, Boxeo, Esgrima, Karate, Taekwondo, Tenis de mesa           | Baloncesto, Boxeo, Esgrima, Karate, Taekwondo, Tenis de mesa           |
| Centro de Los Angeles             | Staples Center                        | Distrito South Park, CA           | A                                 | Baloncesto                                                             | Baloncesto                                                             |
| Centro de Los Angeles             | Microsoft Theater                     | Distrito South Park, CA           | A                                 | Pesas; Sport Climbing                                                  | Pesas; Sport Climbing                                                  |
| Centro de Los Angeles             | City Hall                             | Distrito South Park, CA           | A                                 | Maratón; Pentatlón moderno; ciclismo de ruta; Contrarreloj de ciclismo | Maratón; Pentatlón moderno; ciclismo de ruta; Contrarreloj de ciclismo |
| Parque Deportivo del Valle        | Parque Sepúlveda Basin                | Distrito Valle De San Fernando    | C                                 | Canotaje, Equitación; Tiro                                             | Canotaje, Equitación; Tiro                                             |
| Parque Deportivo South Bay        | Stub Hub Center                       | Distrito Carson, CA               | A                                 | Rugby; Pentatlón; Tenis; Hockey sobre césped                           | Rugby; Pentatlón; Tenis; Hockey sobre césped                           |
| Parque Deportivo South Bay        | VELO Sports Center                    | Distrito Carson, CA               | A                                 | Ciclismo de pista                                                      | Ciclismo de pista                                                      |
| Parque Deportivo Long Beach       | Long Beach Waterfront                 | Long Beach, CA                    | A                                 | Ciclismo BMX; Waterpolo; Triatlón; Natación en aguas abiertas          | Ciclismo BMX; Waterpolo; Triatlón; Natación en aguas abiertas          |
| Parque Deportivo Long Beach       | Long Beach Arena                      | Long Beach, CA                    | A                                 | Balonmano                                                              | Balonmano                                                              |
| Parque Deportivo Long Beach       | Belmont Veterans Memorial Pier        | Long Beach, CA                    | A                                 | Vela                                                                   | Vela                                                                   |
| Parque Deportivo Long Beach       | Long Beach Centro de Convenciones     | Long Beach, CA                    | A                                 | Escalada deportiva                                                     | Escalada deportiva                                                     |

- A. Existente —sin trabajos requeridos—.
- B. Existente —con trabajos requeridos—.
- C. Temporaria.
- D. Adicional.
- E. Planeada.

### Ceremonias de Apertura / Clausura
Las ceremonias olímpicas se celebraran en dos lugares simultáneamente, la ceremonia comenzaría en el Coliseo de Los Ángeles para honrar el legado de los Juegos Olímpicos en Los Ángeles y después transferir al nuevo SoFi Stadium en Inglewood para proceder con el desfile de atletas, juramentos, protocolo olímpico tradicional y la iluminación de un caldero. Los líderes de LA24 desean usar el nuevo estadio de LA para disipar el pensamiento negativo sobre el uso del Los Angeles Memorial Coliseum por una tercera Olimpiada. También citan la venta de boletos en ambos sitios. El equipo de LA24 también declaró que revertiría la ceremonia de clausura con un comienzo en LA Stadium y cerrará el show en el Coliseo de Los Ángeles, si así lo escogiera.

## Transporte e Infraestructura
El Aeropuerto Internacional de Los Ángeles (LAX) está invirtiendo más de USD 1, 9 mil millones en un nuevo Terminal Internacional. LAX está modernizando cada terminal y la experiencia de la zona de operaciones - un costo de USD 8, 5 mil millones - y la inversión de mil millones de dólares. LAX también ampliará aún más su capacidad a través de la construcción de una nueva terminal Concourse Medio, que tendrá 11 nuevas terminales para el 2019. Todo lo presupuestado y pagado por la ciudad de Los Ángeles y el trabajo comenzó en 2008. Conclusión prevista en 2023. Se considera que es la mayor obra pública en la historia de la ciudad.
El metro de Los Ángeles aprobó una amplia medida para expansión. El Condado de Los Ángeles impuso sobre el transporte para conectar LAX con la región. Los planes de transporte ya están financiados en su totalidad por los votantes del condado de Los Ángeles. Se propone una segunda medida para las elecciones de noviembre de 2016, esta nueva medida (Medida M) ampliará los fondos de transporte de forma indefinida y acelerar muchos otros proyectos con $ 120 mil millones en proyectos viales, incluyendo una línea de metro desde el valle a la parte oeste de los Ángeles a través del paso de Sepúlveda.
LA 2024 líderes de la oferta están promocionando estas medidas en la infraestructura como indicadores de un nuevo Los Ángeles y los Juegos Olímpicos libres de un coche en una ciudad conocida por su cultura del automóvil. 158, 5 km (98 millas) de nuevos carriles, 93 estaciones y 350. 000 bordadores. Los Ángeles no tenía líneas de ferrocarril en 1984. líderes indican las líneas de transporte público estarán disponibles para todos los eventos.